# Bernard Derome
Bernard Derome (10 janvier 1944 -) est un journaliste québécois, présentateur de nouvelles, chef d'antenne et animateur de télévision et de radio.

## Biographie
Bernard Derome fait ses études classiques à l'externat Saint-Viateur (à Outremont) et au collège Saint-Laurent. En 1963, il décroche son premier contrat avec la station CJBR Rimouski.
Le 25 août 1967, il épouse la journaliste France Demers en l'église Ste-Catherine-de-Sienne de Montréal.  Bernard et France étaient séparés au moment du décès de celle-ci le 8 octobre 1972.  Bernard Derome épouse ensuite Dominik Brunelle, assistante-productrice à la Canadian Broadcasting Corporation (CBC), le 23 avril 1973 en l'église St. Malachy de Montréal . Ils divorcent le 14 octobre 1976.  Le 2 décembre 1978, il épouse Lise Sanfaçon au palais de justice de St-Jérôme. Après la fin de cette union, il est en couple avec Marie-C. Beaudoin.

### À la SRC
Il entre au service de l'information de Société Radio-Canada (SRC) en 1965 : après un séjour à CBOFT (Ottawa), il anime à compter 1967, depuis Montréal, des magazines télévisés tels que Présent et Aujourd'hui.
Bernard Derome est le chef d'antenne du Le Téléjournal de la télévision de Radio-Canada de 1970 à 1998, l'animant tous les soirs, en semaine. Il commence sa carrière au moment de la crise d'Octobre. Il est présent pour commenter le déroulement de plus de 23 élections fédérales, provinciales et municipales, et il fait des présentations du référendum de 1980, du référendum de Charlottetown et du référendum de 1995, entre autres événements charnières.
De 1998 à 2004, il anime des émissions d'information spécialisées comme 5 sur 5, Le Monde (à RDI) et La Grande Aventure de la télévision. En 2004, Radio-Canada, éprouvant une baisse des cotes d'écoute, lui propose de remplacer Gilles Gougeon qui, lui, venait de succéder à Stéphan Bureau. En septembre 2007, il se rend en Afghanistan pour y faire une série de reportages sur la présence canadienne dans ce pays. Le 12 juin 2008, Derome annonce qu'il a l'intention de quitter Le Téléjournal en janvier 2009. Céline Galipeau est alors nommée pour lui succéder. Selon Vincent Marissal, chroniqueur à La Presse à l'époque, il aurait été approché par les libéraux fédéraux pour être leur candidat dans Outremont lors des élections suivantes. Il anime le Téléjournal pour la dernière fois le jeudi 18 décembre 2008.
Il est une des personnalités les plus connues de la télévision canadienne-française, et Radio-Canada l'utilise comme tête d'affiche.
Il est récipiendaire du Prix Olivar-Asselin (1981), est membre de l'Ordre du Canada et chevalier de l'Ordre national du Québec. En 1973, il avait été choisi troisième plus bel homme du Canada lors d'un concours organisé pour l'émission Appelez-moi Lise, animée par Lise Payette.

### À la retraite
Il tire sa révérence le jeudi 18 décembre 2008 au studio de Radio-Canada après plusieurs années en tant que chef d'antenne du téléjournal.
Il reçoit, le 21 mai 2009, la Médaille d'honneur de l'Assemblée nationale du Québec, pour souligner l'ensemble de sa carrière journalistique.
En novembre et décembre 2009, il anime « Les années Derome », une émission où il évoque les grands événements qu'il a couverts durant ses quelques 40 ans à la barre du Téléjournal.
Depuis janvier 2010, il est le tout premier président de l'Institut d'études internationales de Montréal (IEIM), de l'UQAM, et il anime régulièrement des colloques,.
Pour la première fois, Bernard Derome prépare, comme présentateur, une émission pour une chaîne concurrente à Radio-Canada. Il s'agit de « Mon Dieu », à diffuser par la chaîne Historia, à l'automne 2011, une mini-série documentaire en six épisodes, portant sur trois grandes religions : christianisme, islam et judaïsme. Il copréside, néanmoins, en 2011 les fêtes du 75e anniversaire de Radio-Canada (avec Rebecca Makonnen), et développe encore certains projets avec son ancien employeur.
Entre 2014 et 2016, il agit à titre de narrateur dans les deux saisons de la série télévisée Série Noire diffusée sur ICI Radio-Canada Télé.

## Citations
- Voici les dernières phrases de Bernard Derome à la tête du Téléjournal : « Ce dernier Téléjournal, je le signe avec sérénité et avec reconnaissance. Reconnaissance d'abord envers vous, pour toutes ces années où vous m'avez permis d'entrer chez vous. Merci pour votre confiance, pour votre fidélité, que nous avons voulu honorer en retour, par le souci de présenter une information qui soit respectueuse de votre intelligence. Une information qui a un sens. Pour moi comme pour beaucoup d'autres, Radio-Canada est et reste la référence en information. 
 Merci à tous mes collègues, à chacun d'entre vous, parce que le Téléjournal est une équipe. Un gros merci à mes amis techniciens, que je salue ce soir, comme après chaque émission. 
Merci à mes enfants, qui ont su comprendre que le métier de leur père pouvait, parfois, être aussi exigeant. 
quant à ce pincement au cœur, le temps saura bien l'adoucir.
enfin, pour toi, Céline. [il présente une rose de couleur claire à l'écran] 
Bonsoir et merci[13]. »
- « Radio-Canada prévoit que, si la tendance du vote se maintient, le prochain gouvernement sera formé par le parti... » — Expression prononcée lors des soirées électorales par Bernard Derome avant d'annoncer la prévision du résultat des élections selon Radio-Canada.
- « Il faut annoncer le parti gagnant avec un sourire ni trop à droite ni trop à gauche! explique-t-il. Un sourire franc! C'est le journaliste, et non le citoyen, qui s'adresse aux téléspectateurs. Cela dit, je ne suis pas indifférent. » (Entrevue avec Isabelle Massé 2003)[citation nécessaire]
- « Merci de m'avoir accueilli chez vous chaque soir pendant aussi longtemps. C'est un privilège que j'ai apprécié à chaque instant. » (Le 17 juin 1998, lors de son premier départ du téléjournal)[citation nécessaire]

## Prix et distinctions
- 1981 - Prix Olivar-Asselin
- 1992 - Grand Prix de l'Académie canadienne du cinéma et de la télévision[1]
- 1994 -  Membre de l'Ordre du Canada[14]
- 1999 - Trophée Coup de cœur au gala Métrostar[1]
- 1999 - Prix Couronnement de carrière, décerné par la Fondation pour le journalisme canadien[2]
- 2000 - Ordre de la Pléiade
- 2006 -  Officier de l'Ordre national du Québec[2]
- 2009 - Médaille d'honneur de l'Assemblée nationale du Québec[9]
- 2009 - Doctorat honorifique, de l'UQAR[15]
- 2013 - Doctorat honoris causa, de l'Université de Montréal[16]
- 2016 - Prix Guy-Mauffette (Prix du Québec)
- 2022 - Prix Judith-Jasmin[17]